# Novo Estádio Municipal de Rize
O Novo Estádio Municipal de Rize (em turco, Yeni Rize Şehir Stadı), também denominado Çaykur Didi Stadyumu por razões de direitos de nome, é um estádio de futebol localizado na cidade de Rize, na Turquia, com capacidade para receber até 15 558 espectadores. 
Inaugurado em 2009, substituiu o antigo Rize Atatürk Stadı, demolido em 2014, que tinha capacidade para receber até 10 459 espectadores. Atualmente é o local onde o Rizespor, tradicional clube da cidade, manda seus jogos oficiais.[carece de fontes?]

## Infraestrutura
Construído a menos de 50 metros de distância das margens do Mar Negro, apresenta uma estrutura simples com arquibancadas em piso único e teto baixo, com seus refletores de luz localizados na parte externa do estádio. Por sua vez, os escritórios administrativos e outros espaços de suas dependências foram projetados de forma similar à arquitetura residencial local, o que gerou um forte contraste entre o concreto cinza das arquibancadas e as fachadas brancas dos prédios contíguos. O telhado sobre as arquibancadas é composto por chapas metálicas, enquanto aquele sobre os escritórios foi construído com ladrilhos.

## Partidas Importantes
O estádio foi selecionado pela FIFA para ser uma das sedes oficiais da Copa do Mundo Sub-20 de 2013, na qual a Turquia foi eleita como país-sede. No torneio, abrigou jogos das seleções do Grupo C da fase de grupos (a anfitriã Turquia, além de Colômbia, El Salvador e Austrália), ocasião em que registrou o maior público recorde já observado no estádio: 13 015 espectadores assistiram a derrota da Turquia contra a Colômbia por 0–1. 
Também sediou o jogo válido pelas quartas–de–final disputado entre França e Uzbequistão, que terminou com a vitória francesa por 4–0.